# V830 Тельца b
V830 Тельца b (V830 Tauri b) — экзопланета, обращающаяся вокруг молодой звезды типа Т Тельца V830 Тельца на расстоянии около 427 световых лет от Солнца. Экзопланета обладает малым возрастом, всего около 2 миллионов лет.

## Характеристика

### Орбита и масса
V830 Тельца b обращается вокруг звезды с периодом около 4,93 суток на расстоянии 0,057 а.е. от звезды. Это расстояние в 7 раз меньше, чем расстояние от Меркурия до Солнца. Масса планеты составляет 77% от массы Юпитера, а, поскольку планета обращается близко к родительской звезде, то планету относят к категории горячих юпитеров.

### Родительская звезда и возраст
Звезда V830 Тельца является переменной звездой типа T Тельца той же массы, что и Солнце, но вдвое большего радиуса. Поверхностная температура звезды составляет 4250 ± 50 K. Для сравнения, поверхностная температура Солнца равна 5778 K. Возраст звезды оценивается в 2 миллиона лет, что показывает молодость объекта. Возраст Солнца по современным оценкам составляет 4,6 млрд лет. Звезда ещё не закончила процесс сжатия, чтобы стать звездой главной последовательности. При данной массе звезда должна провести на главной последовательности около 10 миллиардов лет.

### Значимость
До момента обнаружения данной планеты и планеты K2-33 b возрастом 5-10 миллионов лет была обнаружена планета PTFO 8-8695 b / CVSO 30 b примерно того же возраста и с более тесной орбитой. Неподтверждённые объекты требуют проверки. Открытие V830 Тельца b, K2-33 b и 8-8695 b / CVSO 30 b предполагает, что образование и миграция близких к звезде планет-гигантов может происходить на масштабах времени порядка нескольких миллионов лет. Также подтверждается гипотеза о том, что взаимодействие планеты с диском является наиболее вероятным механизмом образования молодых горячих юпитеров.